# بری کولاس
بری کولاس (انگلیسی: Bri Kulas; ۲ ژوئن ۱۹۹۲ – ) بازیکن بسکتبال اهل ایالات متحده آمریکا بود.